# Julius Albert Siehr

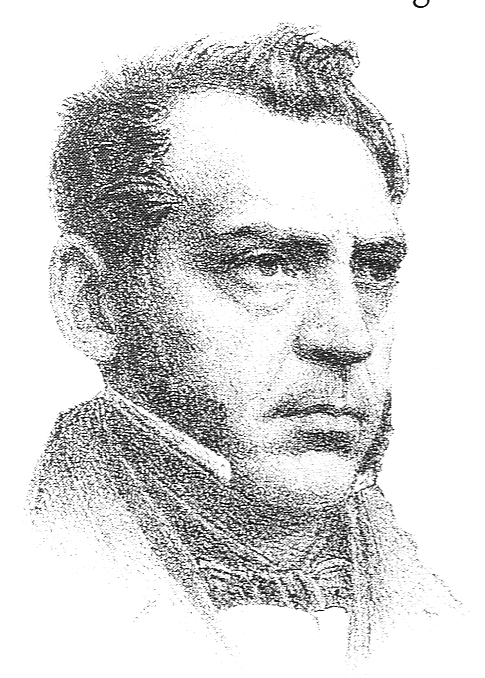
Julius Albert Siehr

Julius Albert Siehr (* 27. Januar 1801 in Tilsit; † 15. März 1876 in Gumbinnen) war ein deutscher Verwaltungsjurist und Politiker.

## Leben
Siehr, Sohn eines Justizrats, studierte von 1818 bis 1822 Rechtswissenschaft an der Albertus-Universität Königsberg. Er war Mitglied des „Littauerkränzchens“ innerhalb der burschenschaftlichen Allgemeinheit Königsberg (später Corps Littuania). Ab 1822 war er Verwaltungsbeamter in Königsberg (Preußen) und Arnsberg. 1846 wurde er Oberregierungsrat und Dirigent der Abteilung des Innern bei der Regierung in Königsberg. Zuletzt war er Geheimer Oberregierungsrat bei der Regierung in Gumbinnen.
Vom 9. Juni 1848 bis 11. Mai 1849 war er Mitglied der Frankfurter Nationalversammlung (Casino).